# Strogele specht
De strogele specht (Celeus flavus) is een vogel uit de familie Picidae (spechten).

## Verspreiding en leefgebied
Deze soort komt voor in het Amazonebekken en zuidoostelijk Brazilië en telt twee ondersoorten:
- C. f. flavus: oostelijk Colombia, Venezuela, de Guyana's en het Amazonegebied.
- C. f. subflavus: oostelijk Brazilië.

## Status
De grootte van de populatie is niet gekwantificeerd maar de soort wordt omschreven als ........ Op de Rode lijst van de IUCN heeft deze soort de status niet bedreigd.